# Mercury Rev
I Mercury Rev sono un gruppo musicale statunitense, attivo dalla fine degli anni ottanta. Sono generalmente considerati uno dei gruppi di rock psichedelico di maggior importanza degli anni novanta, soprattutto per quanto riguarda lo sviluppo del dream pop, stile che hanno approfondito dopo gli esordi dissonanti. I Mercury Rev sono stati inseriti dal critico Piero Scaruffi nella lista dei più grandi complessi rock della storia. 

## Storia

### Prime produzioni e affermazione (1989-1995)
Si formarono verso la fine degli anni ottanta a Buffalo (New York), su iniziativa dei chitarristi Jonathan Donahue e Grasshopper e del bassista Dave Fridmann, ai quali si aggiunsero il cantante David Baker, la flautista Suzanne Thorpe e il batterista Jimy Chambers.
La formazione si stabilizza nel 1989.
Donahue e Fridmann lavorano anche con i The Flaming Lips, collaborando rispettivamente come chitarrista e produttore agli album In a Priest Driven Ambulance del 1990, e Hit to Death in the Future Head del 1992.
I primi lavori furono le colonne sonore per film sperimentali, quindi, incoraggiati dal compositore sperimentale Tony Conrad, pubblicarono, nel 1991, il primo LP, Yerself Is Steam, ristampato l'anno successivo dalla Columbia Records, con allegato un secondo disco, Lego My Ego, contenente anche le registrazioni dell'esibizione dal vivo al programma radiofonico del dj inglese John Peel.
Nel 1992 pubblicano l'EP Lego My Ego, contenente versioni alternative e dal vivo dei brani d'esordio, oltre al singolo Car Wash Hair e a un altro inedito.
Nel 1993 viene pubblicato Boces, un album meno duro del precedente, il cui sound viene ammorbidito. Dopo un'apparizione al Lollapalooza, David Baker abbandona la band. Pubblicherà un album solista a nome Shady e sarà sostituito da Adam Snyder (tastiere).
Con la nuova formazione pubblicano nel 1995 See You on the Other Side, album generalmente considerato di passaggio fra la fase psichedelica dei primi dischi a quella prettamente dream pop degli album successivi.
Parallelamente all'attività nei Mercury Rev, Donahue e Grasshopper, insieme al cantante degli Hopewell Jason Russo, collaborarono al progetto di musica sperimentale Harmony Rocket, pubblicando con questo nome, sempre nel 1995, l'album Paralyzed Mind of the Archangel Void.
Sempre nel 1995, il gruppo pubblica un esperimento di ambient music con lo pseudonimo Harmony Rockets, intitolato Paralyzed Mind of the Archangel Void.

### Svolta stilistica (1998-oggi)
Definito il loro orientamento stilistico, i Mercury Rev, nel 1998, pubblicarono Deserter's Songs, il loro disco di maggior successo commerciale, nonché uno dei più apprezzati dalla critica. Deserter's Songs è stato ripubblicato, insieme a un CD di demo e inediti, nel 2011.
Nel 2001, dopo la defezione di Chambers, sostituito da Jeff Marcel, e della Thorpe, uscì All Is Dream. Il "padre spirituale" del disco Jack Nitzsche, che doveva registrare il disco, muore una settimana prima dell'inizio delle registrazioni. Tuttavia la sua impronta rimane impressa nel gruppo e porta ad arrangiamenti lussuosi e all'utilizzo degli archi.
Nel 2005 è la volta di The Secret Migration. Questo disco viene accolto in modo freddo. Nel 2006, inoltre, scrissero la colonna sonora per il film del regista Robinson Savary Bye Bye Blackbird, pubblicata su CD col titolo Hello Blackbird.
Segue Snowflake Midnight (2008), con cui i Mercury Rev provano a rimettersi in gioco, ridando vigore alle atmosfere oniriche evocate da Deserter's Songs e dai precedenti dischi. Questo lavoro si caratterizza di un dream pop in cui a farla da padrone sono tastiere e orchestrazioni, oltre che alla puerile voce di Donahue. Contemporaneamente a Snowflake Midnight venne pubblicato un disco strumentale, Strange Attractor, solo scaricabile in formato MP3 da internet.

## Formazione

### Membri attuali
- Jonathan Donahue - voce, chitarra (1989-presente)
- Sean "Grasshopper" Mackowiak - chitarra, voce, armonica (1989-presente)
- Carlos Anthony Molina - basso, flauto, tastiere (2001-presente)
- Jason Miranda - batteria (2004-presente)

### Ex componenti
- Dave Fridmann - basso, tastiere (ufficialmente non più membro della band, ne è produttore e collaboratore in studio; membro per alcuni concerti nel tour di "Yerself Is Steam") (1993-2009)
- David Baker - voce (1989 - 1993)
- Suzanne Thorpe - flauto (1989 - 1998)
- John DeVries - basso (membro per i concerti in sostituzione di Dave Fridmann)
- Gerald Menke - basso (membro per i concerti in sostituzione di Dave Fridmann)
- Jimy Chambers - batteria, tastiere (1989 - 1998)
- Adam Snyder - organo (1994 - 1998)
- Jason Sebastian Russo - basso (1994 - 2001; 2011)
- Justin Russo (musicista)Justin Russo - tastiere (1994 - 2001)
- Paul Dillon - basso (2001 - 2003)
- Michael Schirmer - tastiere (2001 - 2003)
- Jeff Marcel - batteria, tastiere (1998-2011)

## Discografia

### Album in studio
- 1991 - Yerself is Steam (Mint Films Records/Jungle Records, Columbia Records)
- 1993 - Boces (Beggars Banquet Records)
- 1995 - See You on the Other Side (Beggars Banquet Records)
- 1998 - Deserter's Songs (V2 Records)
- 2001 - All Is Dream (V2 Records)
- 2005 - The Secret Migration (V2 Records)
- 2008 - Snowflake Midnight (Yep Records)
- 2015 - The Light In You (Bella Union)
- 2019 - The Delta Sweete Revisited
- 2024 - Born Horses

### Singoli ed EP
- 1991 - Car Wash Hair (Mint Films Records/Jungle Records)
- 1992 - If You Want Me to Stay (Rough Trade Records)
- 1992 - Lego My Ego, EP (Beggars Banquet Records
- 1992 - Chasing a Bee (Columbia Records)
- 1993 - The Hum is Coming from Her (Beggars Banquet Records)
- 1993 - Bronx Cheer (Columbia Records)
- 1993 - Something for Joey (Columbia Records)
- 1994 - Everlasting Arm (Beggars Banquet Records)
- 1998 - Goddess on a Hiway (V2 Records)
- 1999 - Delta Sun Bottleneck Stomp (V2 Records)
- 1999 - Opus 40 (V2 Records)
- 1999 - Goddess on a Hiway, riedizione (V2 Records)
- 2001 - Nite and Fog (V2 Records)
- 2002 - The Dark Is Rising (V2 Records)
- 2002 - Little Rhymes (V2 Records)
- 2005 - In A Funny Way (V2 Records)
- 2005 - Across Yer Ocean (V2 Records)
- 2008 - Senses on Fire
- 2009 - Butterfly's Wings

### Raccolte e colonne sonore
- 2006 - Back to Mine: Mercury Rev (DMC Records)
- 2006 - The Essential Mercury Rev: Stillness Breathes 1991-2006 (V2 Records)
- 2006 - Hello Blackbird, colonna sonora per il film del regista francese Robinson Savary Bye Bye Blackbird (V2 Records)
- 2008 - Strange Attractor, album strumentale uscito solo online in formato MP3, in contemporanea a Snowflake Midnight (Yep Records)